# Crak Mong
Crak Mong is een bestuurslaag in het regentschap Aceh Jaya van de provincie Atjeh, Indonesië. Crak Mong telt 658 inwoners (volkstelling 2010).